# 金明渊
金明渊 (1917年1月14日—2006年10月8日)，汉族，祖籍浙江绍兴，生于上海，当代著名中医学家，上海市名中医。 

## 生平
金明渊出生于中医名门世家，祖父金百川曾任中国红十字分会，中华医药联合会及中华全国医学会会长。金明渊從小就承襲家学，侍诊祖父金百川、父亲金养田左右，耳闻目濡，钻研中醫醫術，17岁時已經开业行医，悬壶沪上。解放后进入政府医疗机构，1951年在华东卫生部中医处任职，1954年后先后在华东医院、上海市第六人民医院从事中医临床、教学、科研工作。曾任上海市中医学会理事、内科学会副主任委员，上海中医药大学专家委员会委员，上海中医医院专家顾问委员会委员，上海市第二医科大学教授(兼)，上海中医药学会理事会顾问，上海中医药研究院专家委员会名誉委员，上海食疗研究会理事，《上海中医药杂志》编委会编委。是全国首批老中医药专家学术经验继承导师之一，1995年被评为“上海市名中医”。
金明渊一生致力於中醫治病救人, 注重中医基础理论的研究，所著《五行与医学》是有文献记载以来对五行理论结合与医学实践的全面，完整，精辟，深刻的阐述。他创制了治疗慢性肝病的‘平调肝脾方’、治疗虚劳病的‘五果为助方’等许多临床行之有效的方剂，疗效显著。他所著《小续命汤在证治中的兴废和实用》、《论伤寒卫气营血与三焦》、《血气刺痛(血紫质病)治验》、《论揆度奇恒》等论文极具学术研究价值。他为中华书局]]《中华活页文献》注释的《扁鹊传》、《华佗传》成为后人注释的蓝本。他数十年严谨治学的结晶，遗著《伤寒方历代治案集例》，已由金氏后人于2013年整理出版。